# Stanley Kubrick: A Life in Pictures
Stanley Kubrick: A Life in Pictures es un documental sobre el director de cine Stanley Kubrick, realizado por su cuñado y antiguo asistente Jan Harlan. Con 135 minutos de duración, el documental está compuesto por varios capítulos de 15 minutos cada uno, cada uno detallando la realización de sus películas, y dos referidos a su infancia y vida.
Jan Harlan contó con la participación de algunos de los viejos colaboradores de Kubrick, quienes fueron entrevistados. Entre ellos se encuentran Tom Cruise, Nicole Kidman, Keir Dullea, Arthur C. Clarke, Malcolm McDowell, Peter Ustinov, Jack Nicholson, György Ligeti y Matthew Modine. También hay entrevistas a varios directores inspirados por Kubrick, como Woody Allen, Steven Spielberg, Martin Scorsese y Sydney Pollack.
La película contiene material inédito, incluyendo algunos videos pertenecientes al archivo personal de la familia Kubrick o filmaciones realizadas durante el rodaje de las películas del director. 
El documental fue lanzado en versión DVD el 23 de octubre de 2007.